# Баграт III од Имеретије
Баграт III од Имеретије (груз. ბაგრატ III) (1495-1565), из династије Багратиони, је владао краљевином Имеретијом од 1. априла 1510. до 1565. године. На власт је наследио свог оца, Александра II, и суочио се са новим нападима Османског царства као и са сукобима са својим вазалним кнежевинама Мегрелије, Гурије, и Абхазије које су се често прикључивале непријатељу.

## Владавина
У 1512.ој години, Османлије су нападале Имеретију преко њеног јужног суседа Самцхеје и изненадно су освојиле Багратов главни град Кутаиси.
Након што је османска војска напустила Имеретију, Баграт је покренуо програм рестаурације, реорганизовао цркву и применио закон који је осуђивао на смрт све који су се бавили трговином робовима коју су Турци организовали са неким грузијским племићима. 1533. године, склопио је савез са Гуријом и Мегрелијом против пиратског севернокавкашког племена Зичи које је дошло под Турски утицај. Упркос овој препреци, Баграт је одлучио да нападне турске положаје у јужној Грузији. 1535. године, освојио је кнежевину Мешкетију, коју су Турци користили за упад у грузијске земље. У бици код Мурџакетија у близини данашњег Ахалкалакија, Баграт је поразио и заробио Кварквара III, кнез-атабега Самцхеје, и прикључио је њену територију Имеретији. На позив Кваркваровог сина Каикосра II, османска војска је покренула инвазију на Имеретију против Баграта и његовог савезника кнеза Гурије. Кнез Мегрелије, Леван I, одбио је Багратов позив у помоћ, а касније је био на страни Османлија, чак је путовао у Истанбул, где је добио поклоне и уверење о заштити.
Године 1545, Баграт и његов савезник Луарсаб I доживели су пораз у бици код Сокоисте. Као резултат пораза, Баграт је изгубио контролу над кнежевином Самцхе, која је пала под османску власт. У наредним годинамаКнежевине Мегрелија и Гурија су прогласиле своју де факто независност од краљевине Имеретије, што је додатно умањило краљеву моћ. 1555. године, Уговором у Амасију, Османско и Персијско царство поделила су Грузију, а Имеретија је пала под османску сферу утицаја. Баграт је покушао да наруши турско-персијски договор захтевајући потраживања од града Сурами који се налазио у персијској зони у источној Грузији. Међутим није постиго ништа и био је принуђен да плати данак Османлијама. Умро је 1565. године а наследио га је његов син, Ђорђе II.

## Породица
Баграт је био ожењен са извесном Еленом која је умрла 1565. године. Имали су четири сина и две кћери:
- Ђорђе II (умро 1585), Краљ Имеретије (1565–1585).
- Принц Константин (умро 1587), самопроглашени краљ Имеретије (1585–1586).
- Принц Теимураз (око 1514 – 1583), отац краља Баграта IV од Имеретије.
- Принц Вактанг (око 1520 – око 1565).
- Принцеза Тамар (умрла 1556), удата за краља Картлије Луарба I.
- Непозната кћерка удата за принца Рамаза Багратион-Давитишвили.